# Ophioderma tongana
Ophioderma tongana is een slangster uit de familie Ophiodermatidae. De wetenschappelijke naam van de soort werd in 1872 gepubliceerd door Christian Frederik Lütken.